# Paraclausenia
Paraclausenia is een geslacht van vliesvleugeligen uit de familie Encyrtidae. De wetenschappelijke naam van dit geslacht is voor het eerst geldig gepubliceerd in 1980 door Hayat.

## Soorten
Het geslacht Paraclausenia is monotypisch en omvat slechts de volgende soort:
- Paraclausenia herbicola Hayat, 1980